# Лыщинский, Владимир Анзельмович
Влади́мир Анзе́льмович (Бори́сович) Лыщи́нский (князь Лыщи́нский-Троеку́ров; 25 июля 1861 — 6 января 1935) — статс-секретарь Государственного совета Российской империи, гофмейстер.

## Биография
Православный. Из дворян Санкт-Петербургской губернии, сын генерал-майора А. А. Лыщинского. Землевладелец Гродненской губернии (приобретенное имение в 1000 десятин).
В 1881 году окончил Императорское училище правоведения с чином IX класса и начал службу в межевом департаменте Сената. Затем был причислен к Министерству юстиции, где заведывал библиотекой министерства. В 1886—1889 годах сопровождал министра юстиции Манасеина при обозрении судебных установлений. В 1893 назначен был членом Санкт-Петербургской судебной палаты.
Чины: камергер (1900), действительный статский советник (1902), в должности гофмейстера (1907), гофмейстер (1914).
5 июля 1896 года назначен помощником статс-секретаря Государственного совета, в 1900—1901 годах исполнял должность управляющего делами государственного секретаря и временно заведывал казначейской частью Госсовета. Позднее управлял отделением личного состава и общих дел Государственной канцелярии. Был членом консультации при Министерстве юстиции.
В 1906 году был назначен и. д. статс-секретаря Государственного совета, а 6 мая 1907 утвержден в должности. В том же году руководил комиссией по перестройке Мариинского дворца в связи с расширением состава Государственного совета. Запечатлен на картине Репина «Торжественное заседание Государственного совета 7 мая 1901 года».
В 1901 году стал одним из основателей Русского собрания, был избран в Совет РС. В 1913 году был назначен руководить комитетом по строительству церкви святой Троицы в Санкт-Петербурге. Состоял членом Общества возрождения художественной Руси по разряду словесности.
Согласно письму Б. Штюрмера, 19 декабря 1915 Владимиру Анзельмовичу, как потомку по женской линии угасшего в начале XVIII века княжеского рода Троекуровых, было высочайше разрешено именоваться Лыщинским-Троекуровым с приобретением княжеского титула. Однако ни указа, ни грамоты о присвоении княжеского титула не последовало.
В эмиграции в Польше. Состоял членом комитета Правоведской кассы. Умер в 1935 году в Париже (по другим данным — в Польше).

## Семья
Был женат на Марии Эдуардовне Фриш (1865—1933), дочери председателя Государственного совета Э. В. Фриша. Их дети:
- Лев (1888—1944), воспитанник Училища правоведения (1908), пермский вице-губернатор. В эмиграции в Польше.
- Владимир (1889—1968), воспитанник Училища правоведения (1910), чиновник канцелярии Совета министров. В Первую мировую войну поручик лейб-гвардии Преображенского полка, затем — помощник начальника Междусоюзного бюро в Париже (1916—1917). В эмиграции во Франции. Коммерсант, общественный деятель эмиграции, масон[3][4].
- Кирилл (1896—1919)

## Награды
- Высочайшее благоволение (1890);
- Орден Святого Владимира 3-й ст. (1898);
- Высочайшая благодарность (1903);
- Орден Святого Станислава 1-й ст. (1906);
- Орден Святой Анны 1-й ст. (1909);
- Орден Святого Владимира 2-й ст. (1913).
- Медаль «В память царствования императора Александра III»;
- Медаль «В память 300-летия царствования дома Романовых» (1913).

иностранные:
- шведский Орден Полярной звезды, командорский крест II класса;
- баденский орден Церингенского льва, кавалерский крест I класса.